# Municipio 5 Providence
El municipio 5 Providence (en inglés: Township 5, Providence) es un municipio ubicado en el  condado de Mecklenburg en el estado estadounidense de Carolina del Norte. En el año 2010 tenía una población de 10.575 habitantes.

## Geografía
El municipio 5 Providence se encuentra ubicado en las coordenadas 35°6′33.58″N 80°44′33.14″O / 35.1093278, -80.7425389.